# 레오나르도 비텡코우르트
레오나르도 비텡코우르트(Leonardo Bittencourt, 1993년 12월 19일, 작센주 라이프치히 ~)는 브라질계 독일인 축구 선수로, 현재 분데스리가의 베르더 브레멘에서 미드필더로 활약하고 있다.

## 경력
라이프치히 출신으로, 비텡코우르트는 FC 에네르기 콧부스에서 축구계에 입문하였다. 2011년 12월 1일, 비텡코우르트는 2012년 7월 1일부터 유효한 보루시아 도르트문트와의 4년 계약 체결을 확정하였다.

## 사생활
레오나르도는 현재 코치로 활동하는 전 브라질의 축구 선수 프랑클링 비텡코흐의 아들이다.